# (21827) Chingzhu
(21827) Chingzhu est un astéroïde de la ceinture principale d'astéroïdes.

## Description
(21827) Chingzhu est un astéroïde de la ceinture principale d'astéroïdes. Il fut découvert le 2 octobre 1999 à Socorro (Nouveau-Mexique) par le projet LINEAR. Il présente une orbite caractérisée par un demi-grand axe de 2,44 UA, une excentricité de 0,05 et une inclinaison de 8,2° par rapport à l'écliptique.

## Compléments